# Кенсінгтонські сади
Кенсінгто́нські сади (англ. Kensington Gardens) — самостійний лондонський парк, розташований поблизу Кенсінгтонського палацу.
Кенсінгтонські сади є частиною Гайд-парку.

## З історії
Доступ до Гайд-парку для загалу було відкрито в 1728 році за правління британського короля Георга II, але винятково по неділях. Однак, територія Кенсінгтонських садів через їхню близькість до Кенсінгтонського палацу лишалась закритою для публіки ще довше.
На березі паркового ставу — статуя Пітера Пена, зведена в 1912 році драматургом Джеймсом Метью Баррі, який, власне, і вигадав історію про літаючого хлопчика-чарівника.
Вздовж західної частини Садів розташовані Кенсінгтон-Пелес-Гарденз (англ. Kensington Palace Gardens), забудова яких представлена розкішними особняками багатіїв, будівлями посольств іноземних держав тощо.

## Галерея

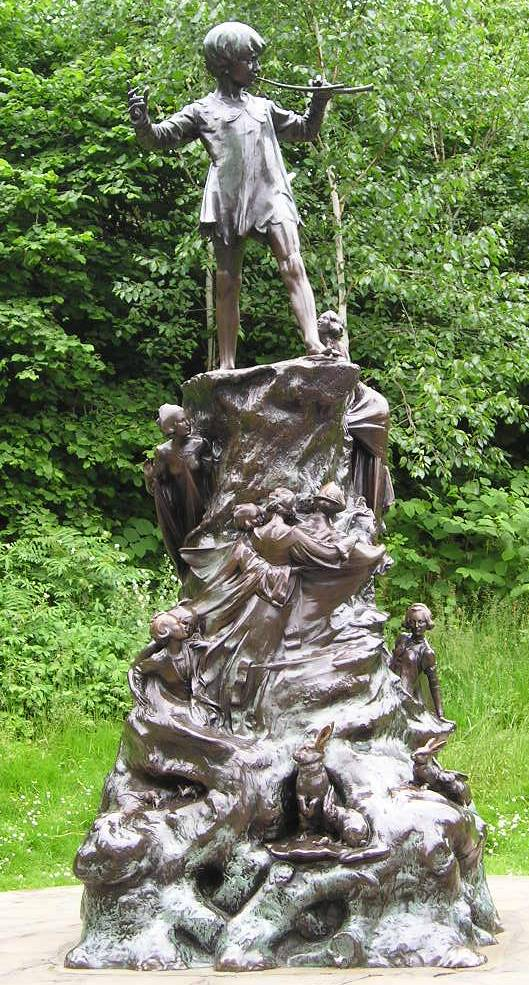
Статуя Пітера Пена
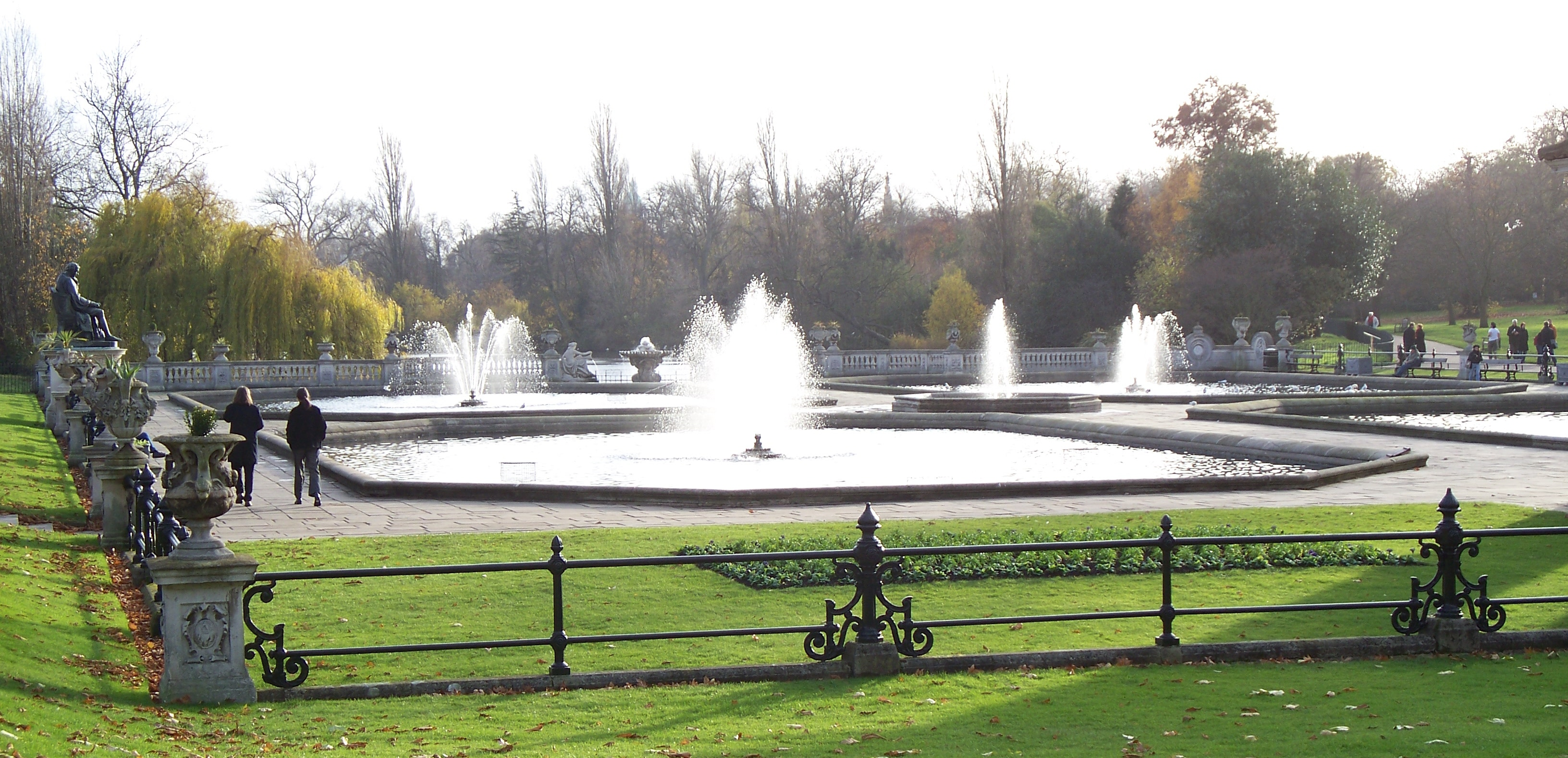
Фонтани
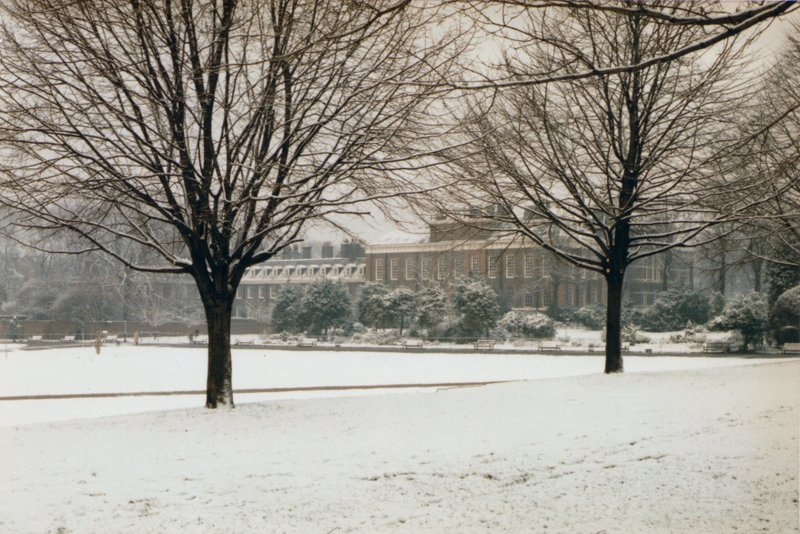
Парк і палац узимку
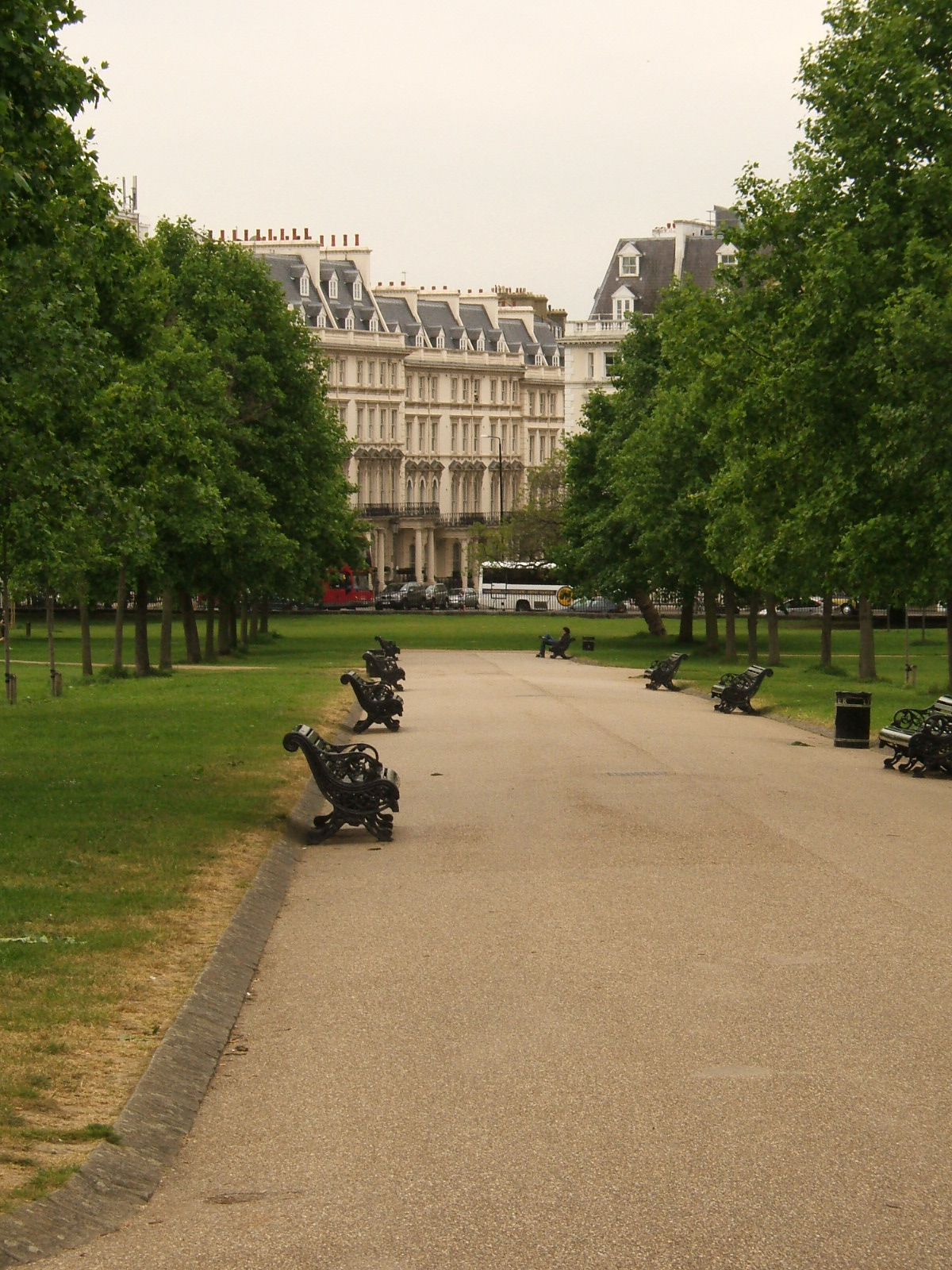
Кенсінгтонський палац